# Bonia
Bonia est une entreprise de luxe malaisienne fabriquant notamment des sacs à main sous les marques Bonia, Carlo Rino et Sembonia.

## Historique

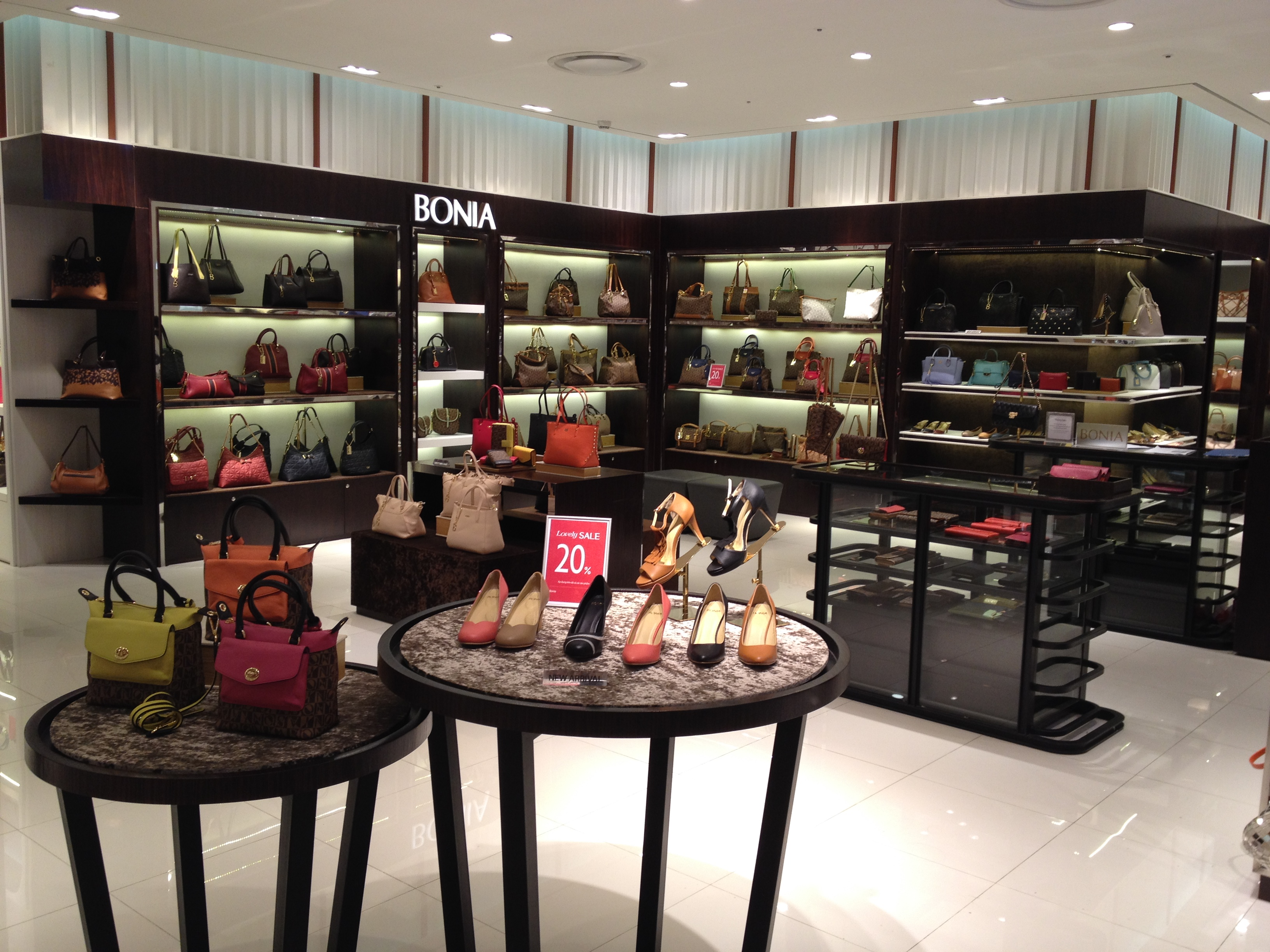
Le corner Bonia au Lotte Center de Hà Nội au Việt Nam.

Bonia est créée en 1974 par S.S. Chiang, président de Group Executive. Il s'est inspiré de ses visites dans les ateliers de cuir de Bologne et des sculptures de Giambologna.
En octobre 2014, Bonia se développe au Vietnam avec l'acquisition de 99 % de CRG Viet Nam Co Ltd (CRGV), une entreprise de distribution commercialisée sous la marque Carlo Rino.

## Activités
Le groupe possède les licences d'exploitation des marques suivantes : Santa Barbara Polo & Racquet Club, Austin Reed, Valentino Rudy, Jeep, The Savile Row Company, Braun Buffel, Pierre Cardin, Bruno Magli, Enrico Coveri, Renoma Café Gallery and Renoma.

## Dirigeants
- directeur de la création : Pepe Torres[3]

## Annexe